# Haute école des arts du Rhin

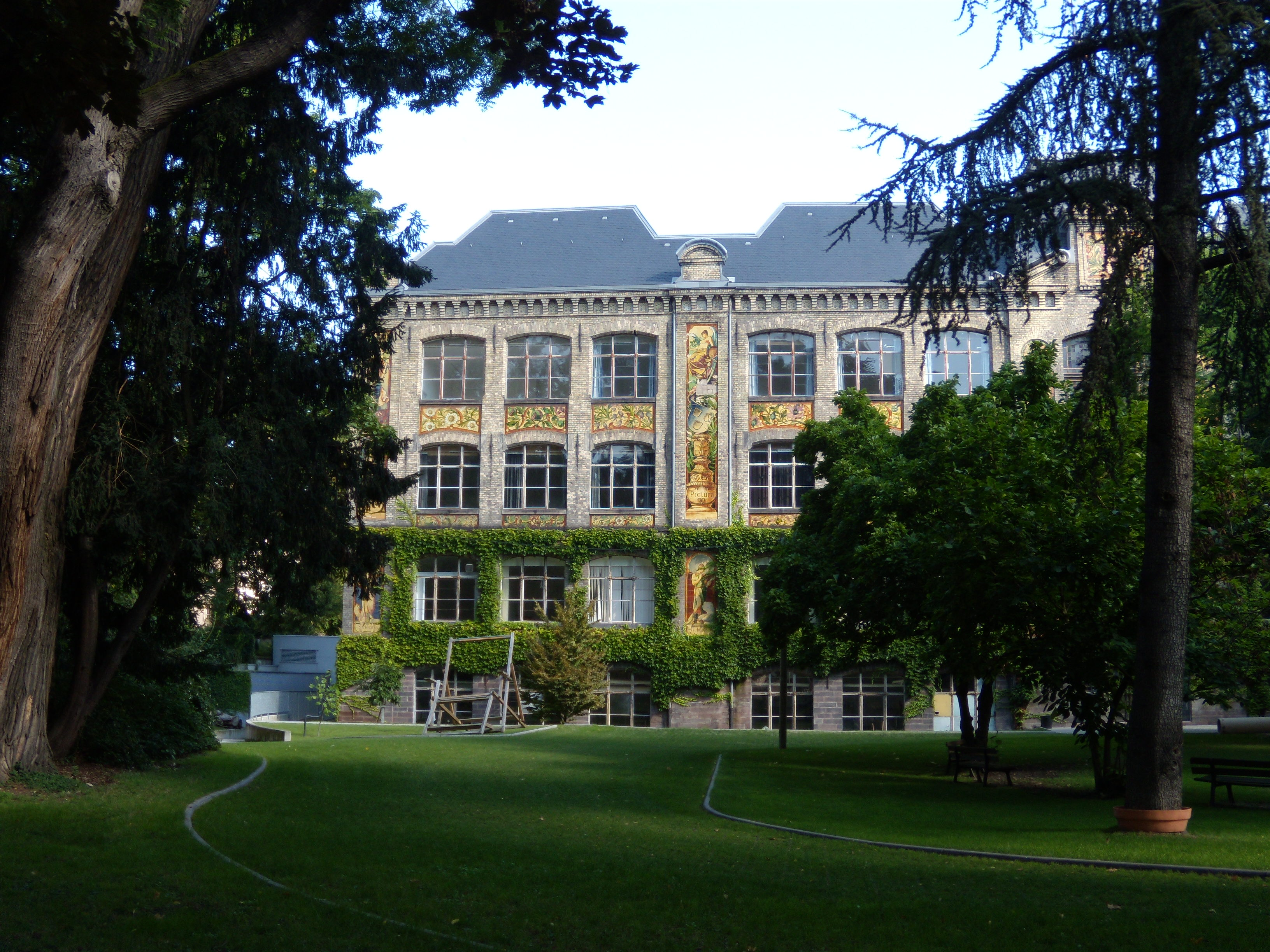
Hauptgebäude von 1892

Die Haute école des arts du Rhin (HEAR) ist die Kunst- und Musikhochschule des Elsass. Sie hat drei Standorte in Straßburg (Kunst und Musik), und in Mülhausen (Kunst). Sie entstand 2011 durch den Zusammenschluss der École supérieure des arts décoratifs de Strasbourg, der École supérieure d'art de Mulhouse (Le Quai) und der Académie supérieure de musique de Strasbourg. 

## Geschichte
Die Hochschulen haben eine eigene Vorgeschichte, so entstand die esad als Hochschule für angewandte Kunst bereits 1872 aus einer Vorläuferin als Abendschule von 1850. In Mülhausen wurde bereits 1828 eine École de dessin pour le progrès de l’industrie mécanique et textile gegründet. Sie wurde später Le Quai genannt nach ihrer Adresse am Quai des Pêcheurs. Die Musikakademie entstand als städtisches Konservatorium 1855 aufgrund einer Spende eines reichen Straßburgers namens Louis Apffel aus dem Jahre 1839. Das Konservatorium ist weiterhin in städtischer Trägerschaft, nur die Akademie ist Teil der HEAR.

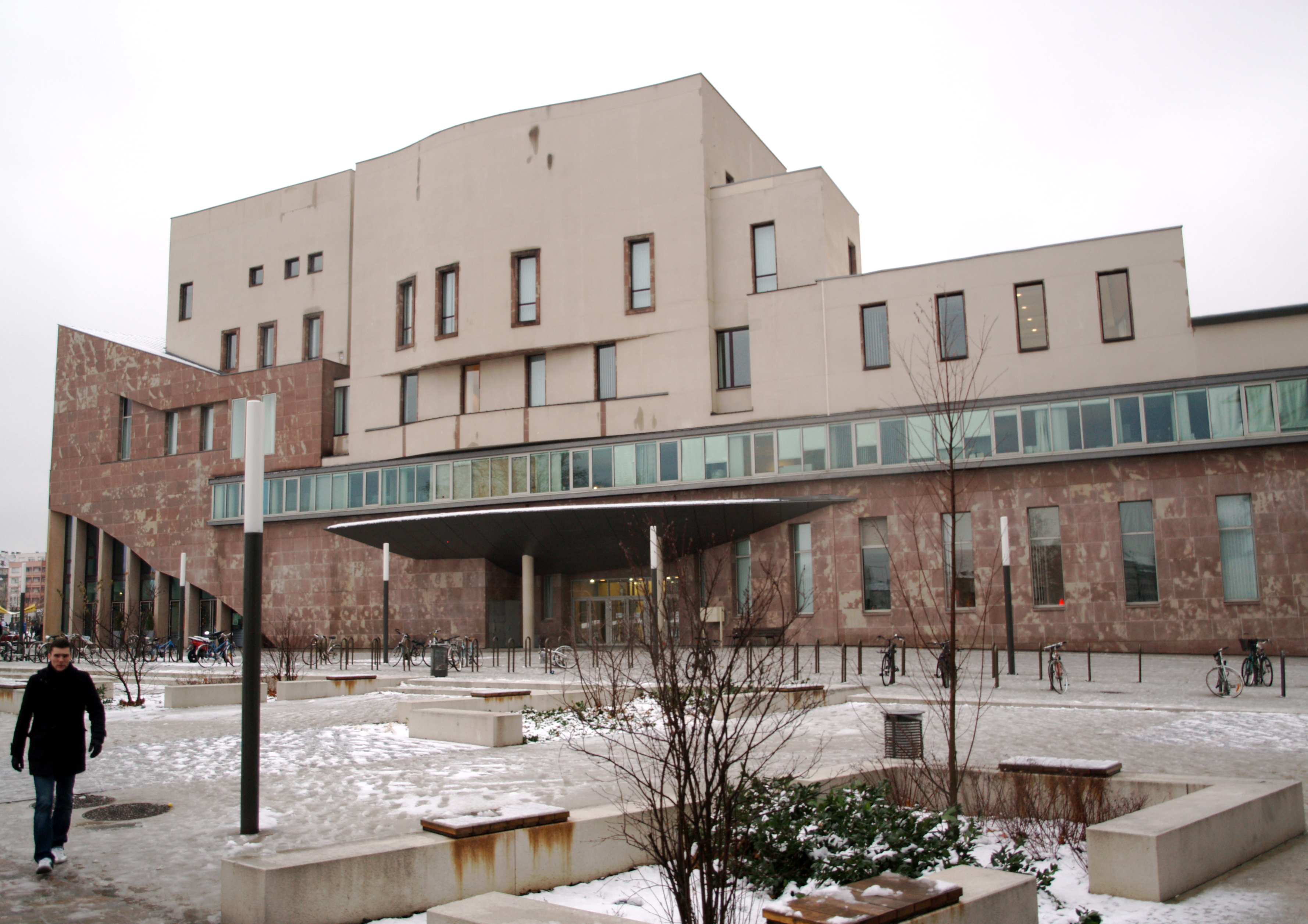
Conservatoire
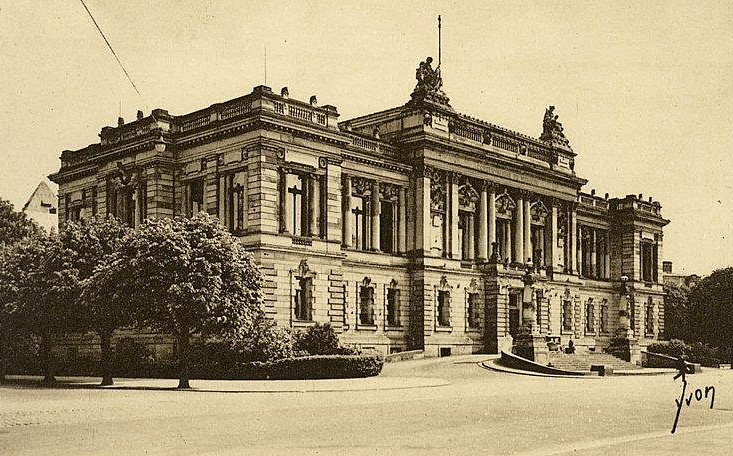
Conservatoire 1920

### Kunstgewerbeschule Straßburg / École supérieure des arts décoratif Strasbourg
Gegründet 1890, befindet sich die Schule seit 1892 in ihrem Gebäude in der Neustadt von Straßburg. Ab 1890 wurde sie von Anton Seder (1850–1916) geleitet, der ein neues pädagogisches Konzept einführte: Weg vom Akademismus, hin zur Natur und dem Handwerk. Für praktische Übungen richtete er vier Ateliers ein für Schmiedearbeiten, Kunsttischlerei, Goldschmiedekunst und Keramik. Später kamen weitere Disziplinen hinzu: Gravur, Glaskunst, Stickerei und Malerei. Mehrere Künstler des Cercle de Saint-Léonard wurden hier ausgebildet.

## Aktuelle Situation
Die Hochschule hatte 2021 etwa 700 Studierende und 150 Mitarbeitende. Sie hat trotz geringer Größe einen großen Kreis von internationalen Beziehungen zu europäischen und außereuropäischen Partnerhochschulen.

## Galerie

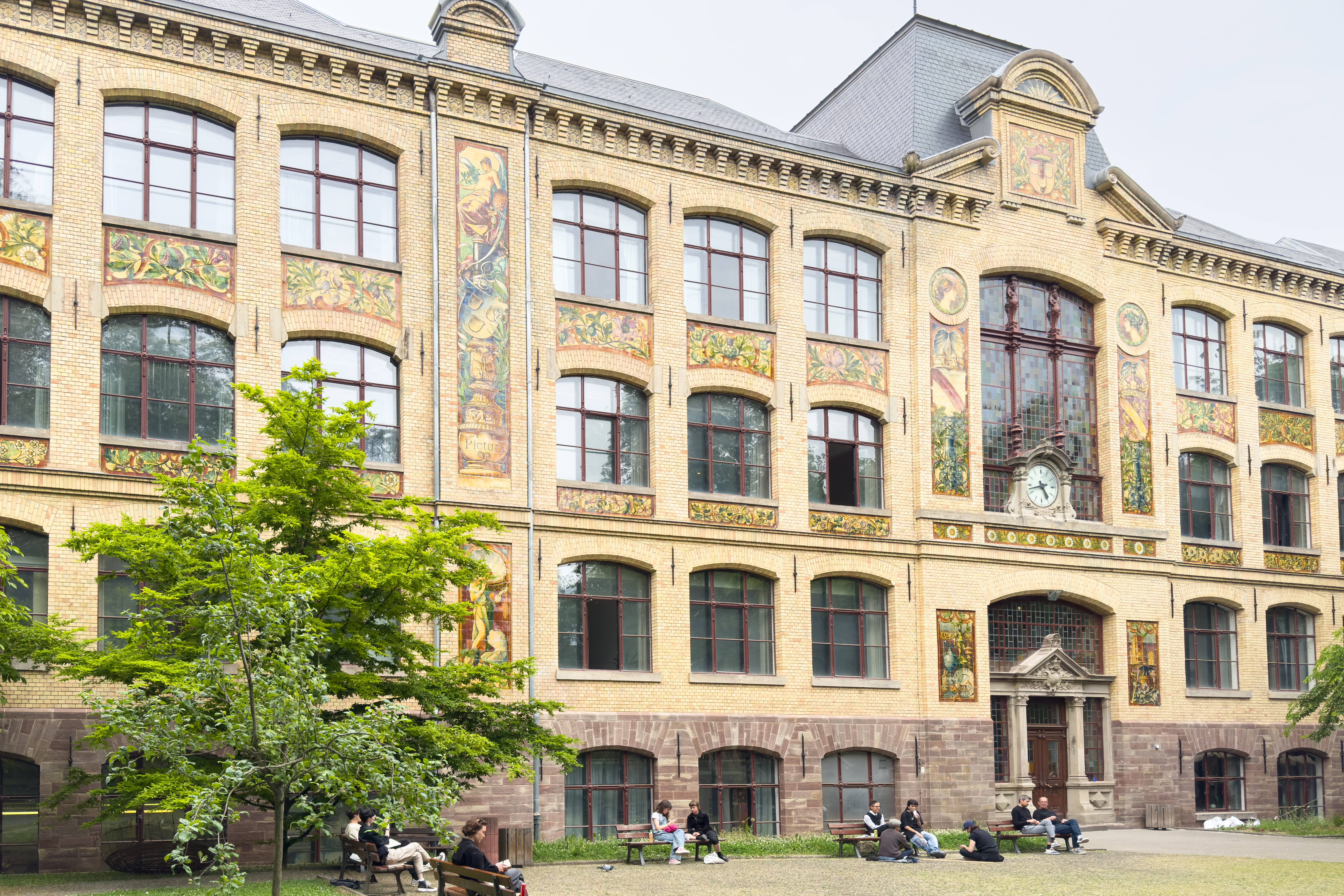
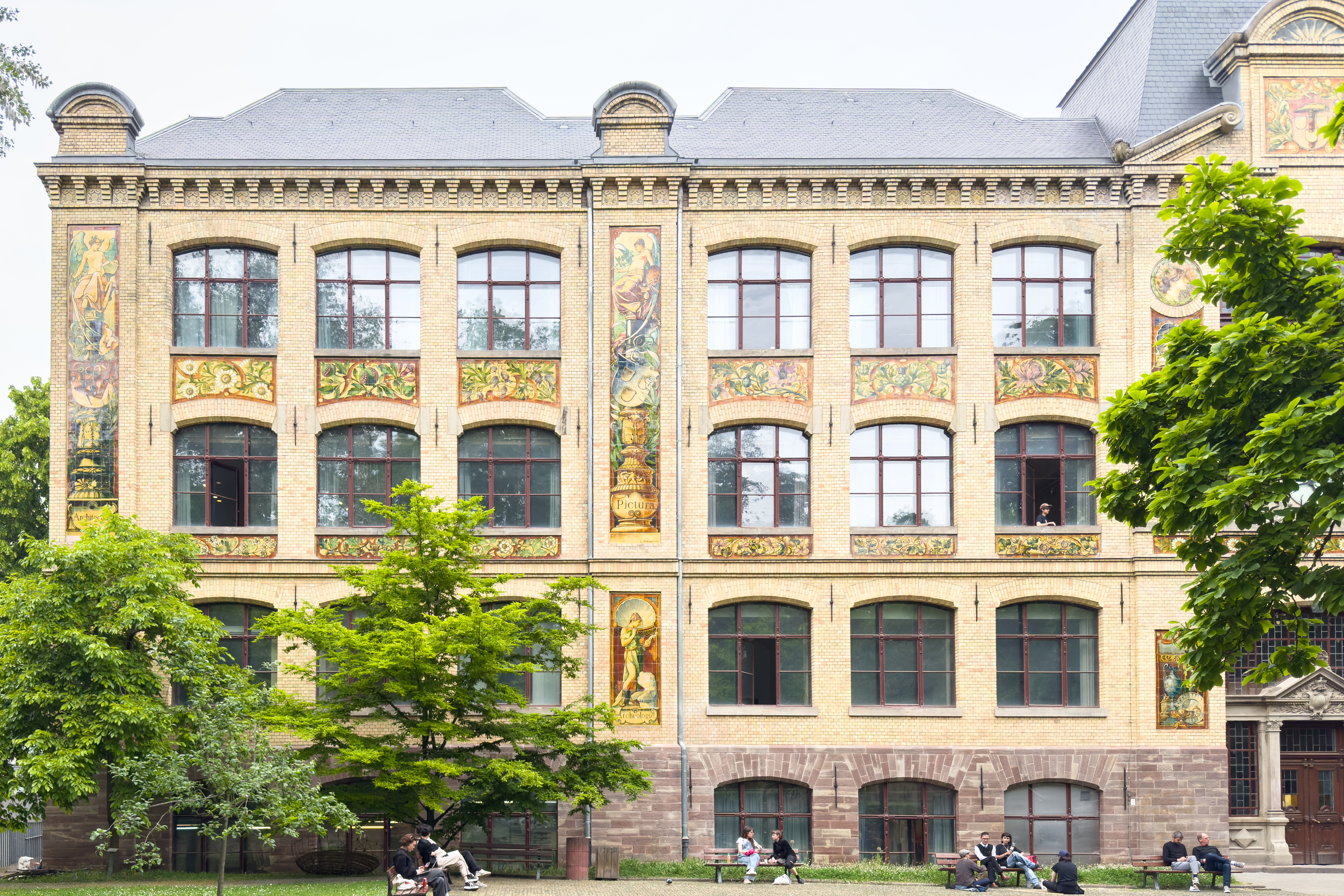
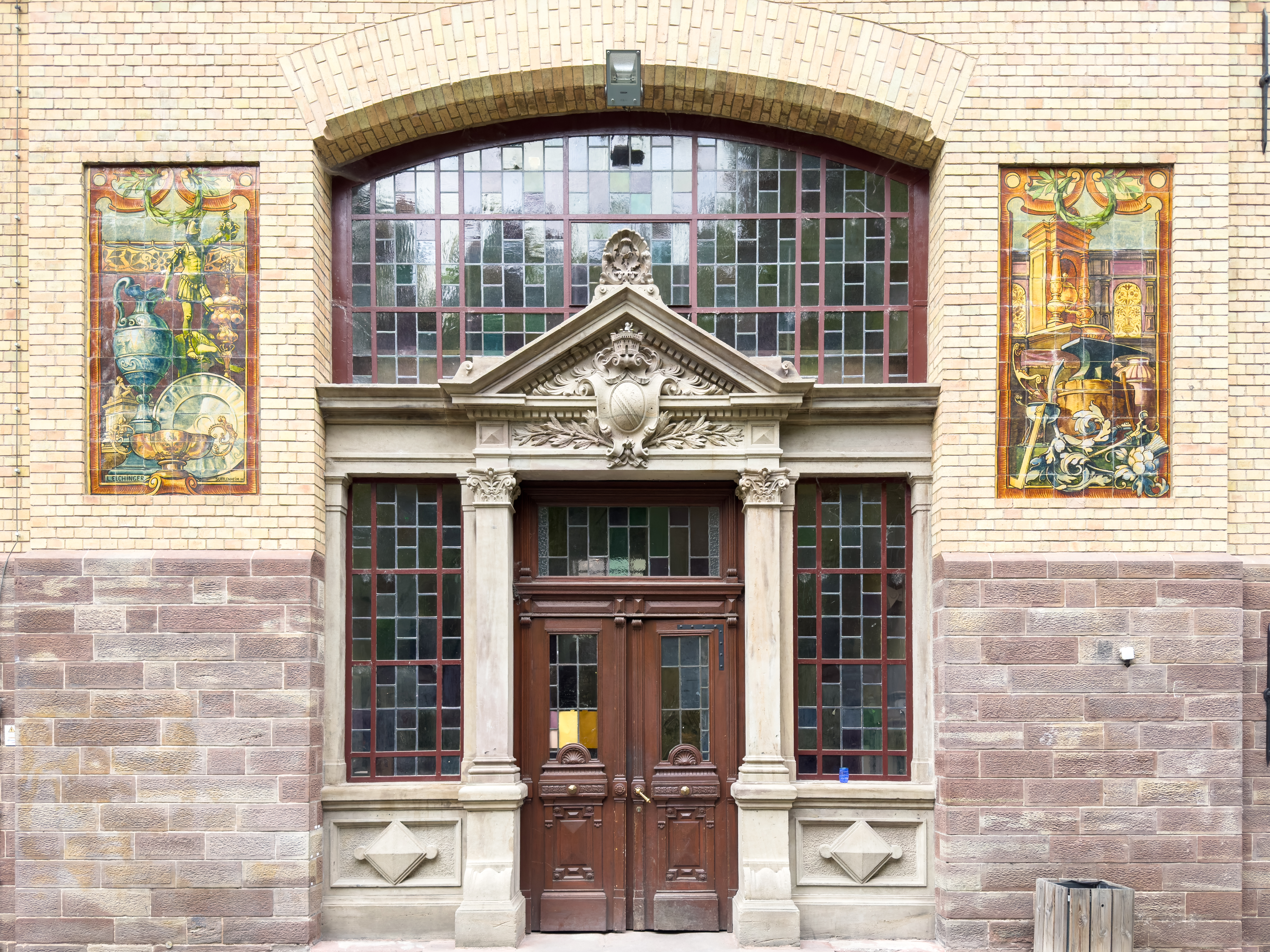
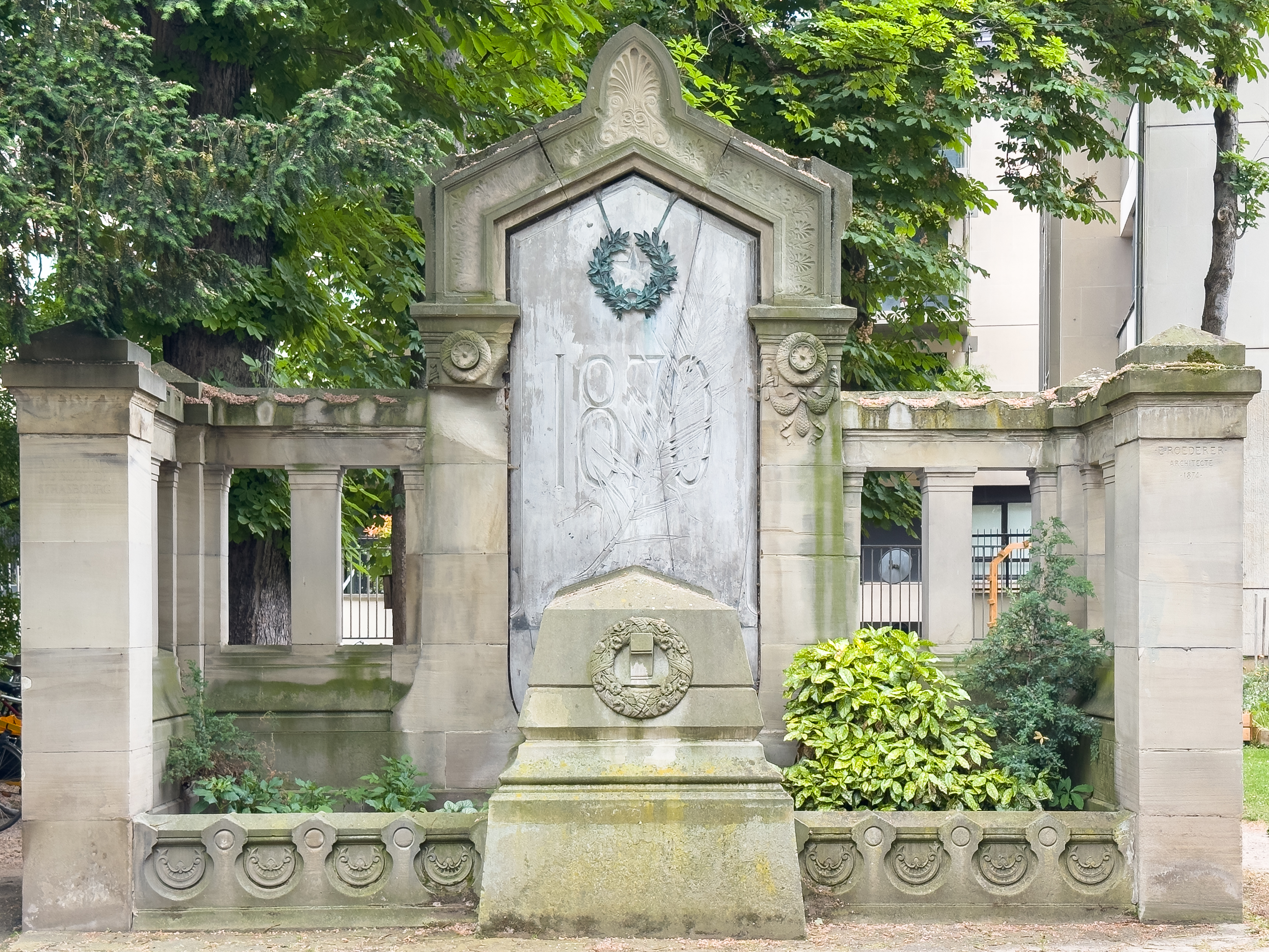